# Ullevi

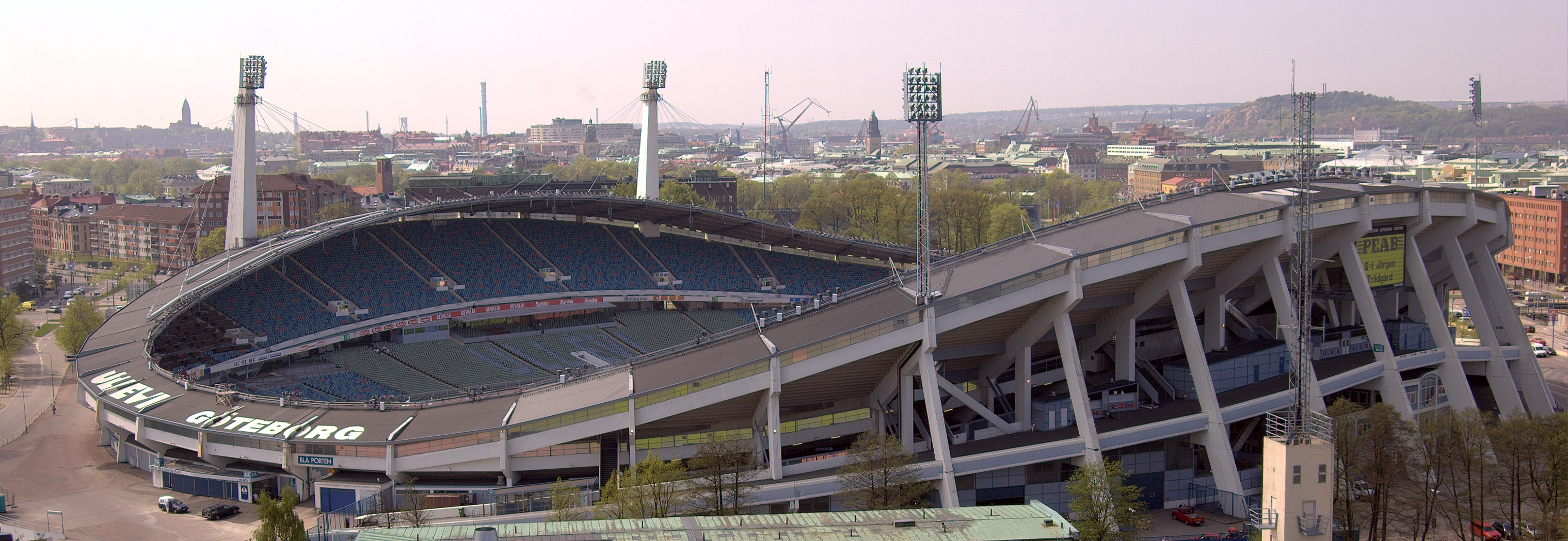
Estádio Ullevi

O Ullevi é uma arena desportiva destinada à prática de futebol e atletismo, assim como para concertos musicais, localizada em Gotemburgo, na Suécia.
Inaugurado em 29 de Maio de 1958, Ullevi tem capacidade para 43 000 pessoas. Foi utilizado para a Copa do Mundo de 1958 e já sediou os mais diversos eventos desportivos (atletismo, futebol, futebol americano, boxe, hockey, entre outros), além de concertos musicais.
O recorde de público num evento desportivo registou-se a 3 de Junho de 1959, numa partida entre IFK Göteborg e Örgryte IS, com 52 194 espectadores. Num show de Bruce Springsteen atingiram-se 64 312 espectadores em 8 de Junho de 1985.
Foi utilizado também na Eurocopa de 1992, no Campeonato Mundial de Atletismo de 1995, duas finais da Taça dos Clubes Vencedores de Taças (1983 e 1990), uma final da Copa da UEFA de 2004 e o Campeonato da Europa de Atletismo de 2006.